# Reel of Tulloch
Der Reel of Tulloch (schottisch-gälisch Righle Thulaichean, Ruidhleadh Thulachain „Tullochs Reel“) ist der Name eines schottischen Tanzes und der dazugehörigen Melodie. Die heute ebenfalls gebräuchlichen Name Hulichan, Hullachan oder Hoolichan sind die englisch-phonetische Wiedergabe des gälischen Genitivs des Ortsnamens Tulloch (gäl. Tulach, Gen. Thulaichean, etwa /ˈhuləçan/)
Der Reel of Tulloch gehört bis heute zu den Tänzen des schottischen Highland Dancing. Er wird oft zusammen mit dem Strathspey oder dem Highland Reel getanzt. Der Tanz ist in seiner Struktur ein typischer Reel. Er besteht aus Phrasen von je acht Takten, zu denen die Tänzer abwechselnd Schritte auf der Stelle (setting steps) und gemeinsame Figuren (travelling) tanzen. Statt der Achterfigur wie im Highland Reel werden schnelle Drehungen von je zwei Tänzern getanzt.

## Tanzbeschreibung
Der Reel of Tulloch ist ein Tanz für zwei Paare oder vier Einzeltänzer. Wird er nach einem Strathspey oder Highland Reel getanzt, dann stehen die Tänzer zu Beginn in einer Linie, die Damen außen, die Herren Rücken an Rücken in der Mitte. Wird er allein getanzt, stehen sich die beiden Paare zu Beginn gegenüber, die Damen jeweils rechts von ihrem Partner.
Takte 1–8: Die Damen tanzen einen Setting Step. Dabei bewegen sich die Damen in Takt 1 und 2 in die Mitte und stehen dann voreinander, die Herren bewegen sich gleichzeitig etwas zurück, so dass alle vier Tänzer auf einer Linie stehen, die Damen in der Mitte, die Herren außen.
9–16: Die Damen drehen, 4 Takte im Uhrzeigersinn, 4 Takte entgegengesetzt, und enden vor dem Partner der anderen Dame.
17–24: Alle tanzen einen Setting Step.
25–32: Alle drehen wie oben, endend mit den Herren in der Mitte.
33–40: Die Herren tanzen einen Setting Step.
41–48: Die Herren drehen wie oben, endend vor der eigenen Partnerin.
49–56: Alle tanzen einen Setting Step.
57–64: Alle drehen wie oben, endend mit den Damen in der Mitte.
65–128: Wiederholung der ersten 64 Takte. Am Schluss stehen die Damen rechts neben ihrem Partner.
In dieser Form wird der Reel of Tulloch heute (mit geringfügigen Unterschieden) im Highland Dancing und im Scottish Country Dance getanzt.

### Tulloch Turn
Bei den Drehungen fassen sich die Tänzer am Ellenbogen des gleichen Arms, so dass die Unterarme aneinanderliegen. Dieser Ellenbogengriff wird im Highland Dancing ausschließlich verwendet.
Im Scottish Country Dance ist für die Damen eine andere Drehung üblich, die nach diesem Tanz Tulloch turn heißt. Bei der Drehung im Uhrzeigersinn stehen die beiden Tänzerinnen mit den rechten Schultern nebeneinander, blicken also in die entgegengesetzte Richtung, die linke Hand liegt auf dem eigenen Rücken und fasst dort die rechte Hand der anderen Dame. Wenn zwei Männer oder ein Mann und eine Frau drehen, wird üblicherweise auch hier der Ellenbogengriff verwendet.

## Melodie
Die Melodie, die von den Pipern auch Righ nam Port („König der Melodien“) genannt wurde, war bereits im 17. Jahrhundert ein beliebter Pipe-Reel. Der Komponist ist unbekannt; der Überlieferung nach wurde das Stück in Tulloch in Aberdeenshire komponiert. Es wird jedoch auch John Dubh Gear, ein MacGregor aus Glenlyon als Komponist genannt. James Scott Skinner schreibt: “There is a tradition that this wild effusion was composed and danced by John Macgregor, Castle Grant, about 1640.”
Die älteste erhaltene Quelle ist das Drummond Castle Manuscript von David Young von 1734, in dem die Melodie bereits mit 160 Takten Variationen zu finden ist. Gedruckt wurde das Stück erstmals von Robert Bremner 1761. Bis heute gehört die Melodie zum Standard-Repertoire der Great Highland Bagpipe.

Reel of Tulloch (nach Niel Gows Complete Repository of the Original Scotch Slow Strathspeys and Dances I, 1799)

## Geschichte des Tanzes
Es gibt zahlreiche Anekdoten über die Entstehung dieses Tanzes. So soll der Tanz von Kirchengängern erfunden worden sein, um sich warm zu halten, als sie bei eisigem Wetter vor der verschlossenen Kirche auf den Pastor warteten. Als Ort wird oft Tulloch bei Ballater in Aberdeenshire genannt. Nach anderen wurde der Tanz von einem MacGregor improvisiert, nachdem er einen Robertson im Kampf um die Hand der Tochter des Laird of Tulloch besiegt hatte.
Der erste schriftliche Beleg für den Reel of Tulloch als Tanz ist eine Notiz im Caledonian Mercury vom 27. März 1819, nach der vier Amtsträger der Edinburgh Society of Highlanders den Ball dieser Gesellschaft damit eröffneten. In den Jahren 1829, 1832, 1838 und 1844 wurde der Reel of Tulloch auch auf den Piping and Dancing Competitions in Edinburgh getanzt. In Tanzbüchern erscheint der Tanz nicht vor 1844, zuerst unter dem Namen „the Duchess of Sutherland’s New Highland Reel“ in The Ballroom Annual (London 1844) als Round-the-Room-Tanz.
Das Menzies Manuscript von 1749 enthält einen Tanz mit dem Namen „The Mighty Pretty Valley or Reel of Tulloch“; der dort beschriebene Tanz ist aber ein Country Dance für drei Paare, der mit dem eigentlichen Reel of Tulloch keine Ähnlichkeit hat.